# 焦尔毛蒂·欧尔高
焦尔毛蒂·欧尔高（匈牙利語：Gyarmati Olga，1924年10月5日—2013年10月27日），匈牙利女子田径运动员。她曾代表匈牙利参加1948年、1952年和1956年夏季奥林匹克运动会田径比赛，获得一枚金牌。